# الکسیس دومینگز
الکسیس دومینگز (انگلیسی: Alexis Domínguez؛ زادهٔ ۳۰ اکتبر ۱۹۹۶) بازیکن فوتبال اهل آرژانتین است.
از باشگاه‌هایی که در آن بازی کرده‌است می‌توان به باشگاه ورزشی سن لورنسو آلماگرو اشاره کرد.